# Gabriele Bischoff

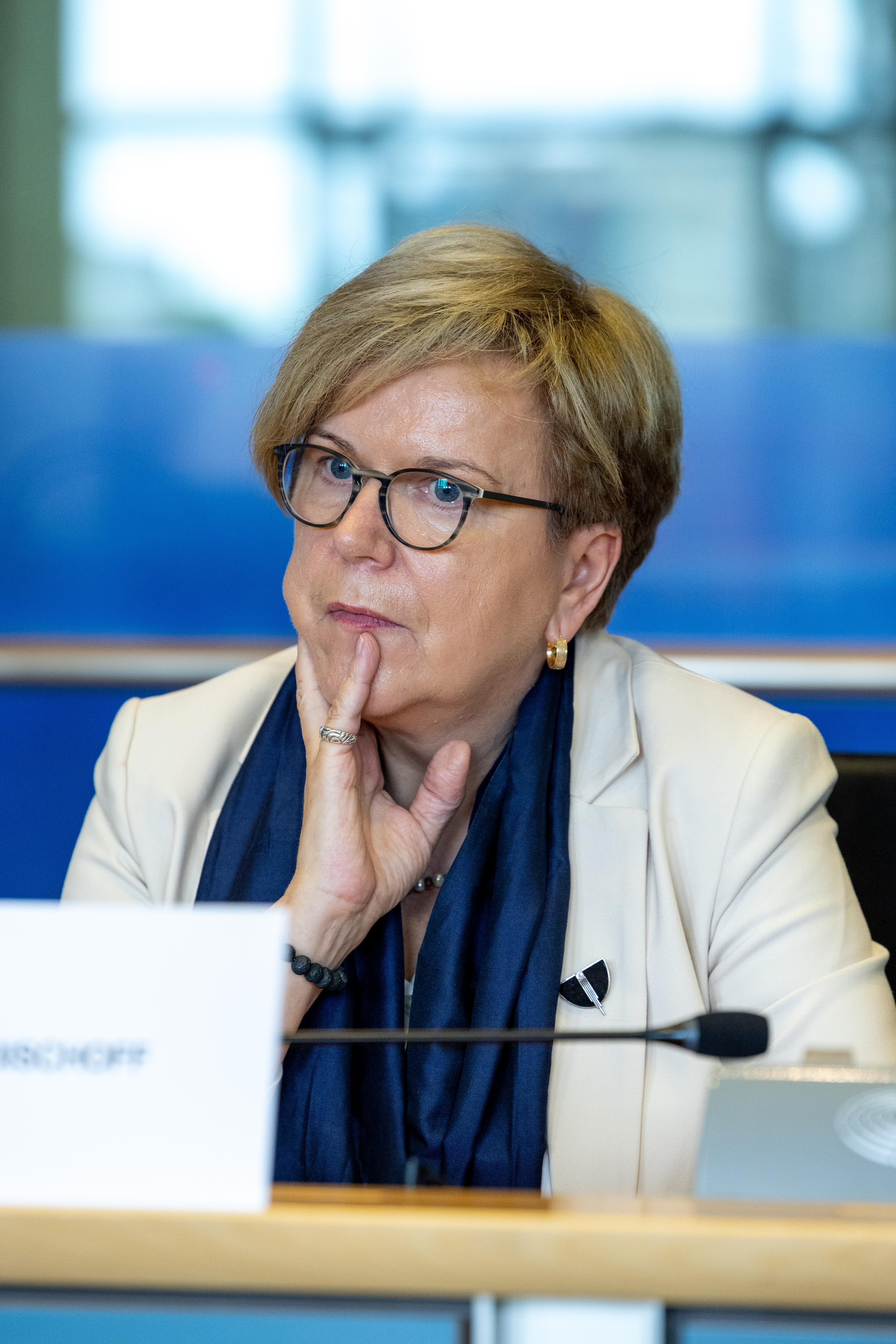
Gabriele Bischoff (2024)

Gabriele „Gaby“ Bischoff (* 4. Januar 1961 in Bad Wildungen) ist eine deutsche Gewerkschafterin und Politikerin (SPD). Sie war die Präsidentin der Arbeitnehmergruppe im Europäischen Wirtschafts- und Sozialausschuss (EWSA) in Brüssel. 2019 wurde sie ins Europäische Parlament gewählt.

## Leben, Ausbildung und Studium
Gabriele Bischoff absolvierte zunächst die Realschule und machte dann 1980 am König-Heinrich-Gymnasium in Fritzlar ihr Abitur. Im Anschluss begann sie ein Studium der Politikwissenschaft und der Amerikanistik an Philipps-Universität in Marburg, wechselte dann an die Freie Universität in Berlin und beschloss dort ihr Studium mit dem Diplom in Politikwissenschaften. 
Zur Finanzierung ihres Studiums, in dessen Verlauf sie in die Deutsche Postgewerkschaft (DPG, heute ver.di) eintrat, arbeitete Bischoff als Eilzustellerin der Deutschen Post.
Sie ist verheiratet und hat einen erwachsenen Sohn.

## Beruflicher Werdegang
In den Jahren 1989 bis 1991 arbeitete Gaby Bischoff am Berliner Institut für Sozialforschung (BIS) der Fachhochschule für Wirtschaft (FHW) in Berlin als wissenschaftliche Mitarbeiterin.
Im Jahr 1991 widmete sie sich in Vollzeit als Gewerkschafterin im Vorstand der IG-Metall in Frankfurt am Main der Abteilung für Gleichstellungspolitik, deren Leiterin sie bis Ende 2000 war. In dieser Zeit war sie aktiv engagiert im Europäischen Metallgewerkschaftsbund (EMB) und im Frauenausschuss des Europäischen Gewerkschaftsbunds (EGB). Als ständiger Gast und als Mitglied engagiert sie sich seit vielen Jahren im Vorstand des Europäischen Gewerkschaftsbunds.
In den Jahren 2000 bis 2005 arbeitete Bischoff als Sozialreferentin in der Ständigen Vertretung der Bundesrepublik Deutschland bei der Europäischen Union in Brüssel, bevor sie in den Jahren 2006 bis 2008 als Sonderberaterin in das Bundesministerium für Arbeit und Soziales in Berlin wechselte.
Ab 2008 übernahm sie im DGB-Bundesvorstand die Leitung der Abteilung Europapolitik und ist mit EU-Grundsatzfragen befasst.
Im Jahr 2015 wurde sie zur Präsidentin der Arbeitnehmergruppe im Europäischen Wirtschafts- und Sozialausschuss (EWSA) in Brüssel gewählt, wo sie seit 2009 Mitglied ist.
Gaby Bischoff ist Vorstandsmitglied der Europäischen Bewegung in Deutschland.

## Politik
Gaby Bischoff trat im Jahr 2008 in die SPD ein und wurde am 1. Juni 2018 zur Spitzenkandidatin in Berlin für die Europawahlen 2019 nominiert.
Im Januar 2019 gab sie bekannt, von ihren bisherigen gewerkschaftlichen Tätigkeiten zurücktreten zu wollen, um sich verstärkt ihrer Kandidatur und den damit verbundenen Aufgaben im Europawahlkampf widmen zu können.
Am 26. Mai 2019 wurde sie ins Europäische Parlament gewählt. Seit 2019 ist sie außerdem stellvertretende Vorsitzende der Europa-Union Deutschland e. V. (EUD) in der Union Europäischer Föderalisten.
Bei der Europawahl 2024 kandidierte Bischoff auf Platz 7 der Europawahlliste der SPD und wurde erneut ins Europäische Parlament gewählt. Sie ist in der 10. Legislaturperiode (2024–2029) stellvertretende Vorsitzende im Ausschuss für konstitutionelle Fragen sowie Mitglied im Ausschuss für Beschäftigung und soziale Angelegenheiten.
Gaby Bischoff ist Mitglied des Allgemeinen Deutschen Fahrrad-Clubs e. V. (ADFC) und zählt zu ihren privaten Interessen Rad- und Kajaktouren.